# Norsholmsbron
Norsholmsbron är en 348 m lång bro för motorvägen på E4. Denna bro finns nära Norsholm och går 22,5 meter över Göta kanal. Bron är en högbro och invigdes 1988. E4 gick innan dess över en äldre öppningsbar bro i Norsholm. Den gamla bron är en smalare bro för en landsväg och den nya bron byggdes i samband med att E4:an byggdes om till motorväg på denna sträcka.